# Kostel Božského srdce Páně (Blažovice)
Kostel Božského srdce Páně je římskokatolický chrám v obci Blažovice v okrese Brno-venkov.

## Historie
O stavbě chrámu rozhodli obyvatelé Blažovic v roce 1923. Základní kámen byl položen v roce 1930, kostel podle projektu architekta Metoděje Zoubka byl dokončen v roce 1934, v červnu toho roku jej vysvětil brněnský biskup Josef Kupka. V dalších letech bylo doplňováno a vyměňováno vnitřní vybavení, včetně zvonů a varhan. V roce 2002 proběhla celková oprava chrámu.
Od 1. ledna 2001 je farním kostelem nově zřízené blažovické farnosti.

## Galerie

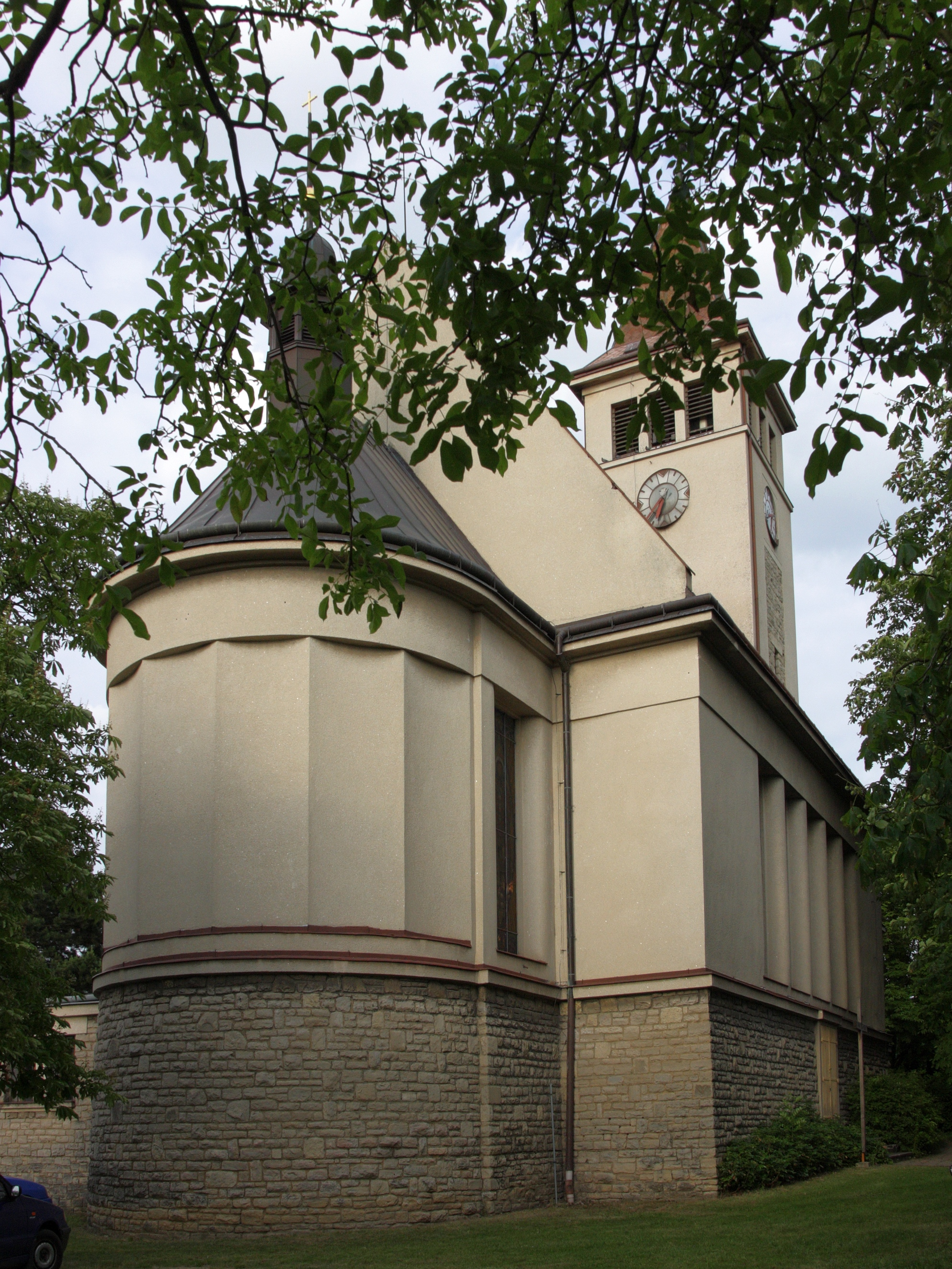
presbytář a loď
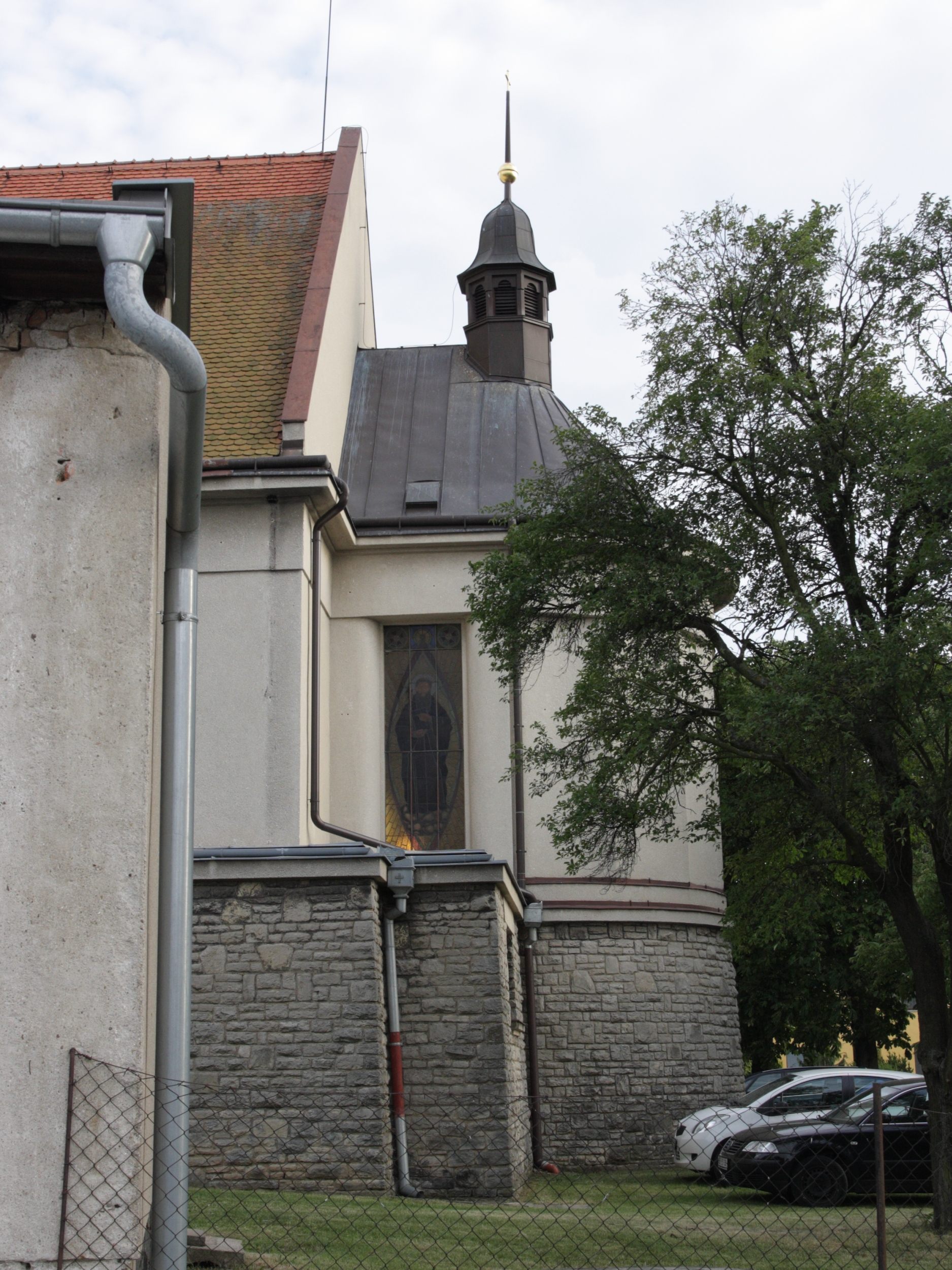
presbytář kostela
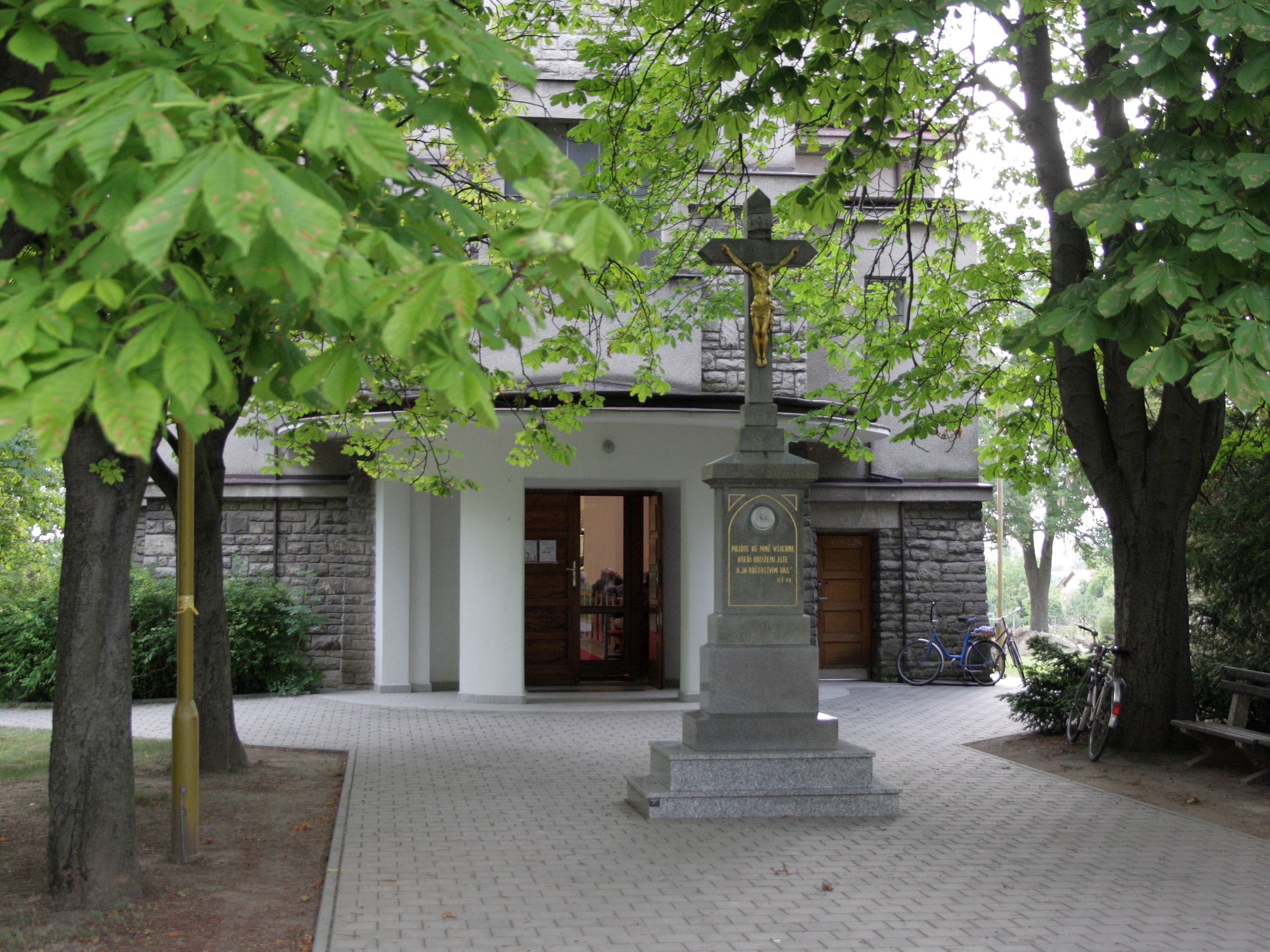
kříž před vchodem